# 小花溲疏
小花溲疏（学名：Deutzia parviflora）为虎耳草科溲疏属下的一个种。

## 扩展阅读
- 維基物種上的相關：小花溲疏